# Alan Katritzky
Alan Roy Katritzky (* 18. August 1928 in London; † 10. Februar 2014) war ein englisch-US-amerikanischer Chemiker (Organische Chemie).

## Leben und Werk
Katritzky studierte an der Universität Oxford, an der er 1954 bei Robert Robinson promoviert wurde. 1958 wurde er Lecturer an der Universität Cambridge. 1960 war er einer der Gründer-Fellows des Churchill College. 1963 wurde er Professor und Dekan der Chemie-Fakultät an der  University of East Anglia. 1980 ging er an die University of Florida.
Er befasste sich mit Chemie von Heterocyclen (Synthese, Reaktivität), speziell Verbindungen mit Benzotriazol, und ist für Beiträge zu Quantitativen Struktur-Wirkungs-Beziehungen (QSPR) bekannt. Er ist Namensgeber der Boulton-Katritzky-Umlagerung.
Er war Fellow der Royal Society (1980) und auswärtiges Mitglied der Polnischen Akademie der Wissenschaften. Er war mehrfacher Ehrendoktor und erhielt den Robert Robinson Award der Royal Society of Chemistry.

## Schriften
- mit Alexander Pozharskii, Anatoly Soldatenkov: Heterocycles in life and society : an introduction to heterocyclic chemistry, biochemistry and applications, Wiley 2011
- Handbook of Heterocyclic Chemistry, 3. Auflage, Elsevier 2010
- mit Jean Mund Lagowski: Chemie der Heterocyclen : theoretische Grundlagen, Darstellungsmethoden, Reaktionen, Springer 1968 (englisches Original: The principles of heterocyclic chemistry, Methuen 1967, in 1. Auflage Heterocyclic Chemistry, Methuen 1960)
- Herausgeber: Physical Methods in Heterocyclic Chemistry, 2 Bände, Academic Press 1963

Er war Herausgeber der Reihe Comprehensive Heterocyclic Chemistry (Pergamon Press, später Elsevier).